# Hujcze
Hujcze (ukr. Гійче) – wieś na Ukrainie, w rejonie lwowskim (wcześniej w rejonie żółkiewskim) obwodu lwowskiego, blisko granicy polskiej. Wieś liczy około 2200 mieszkańców.
Wieś założona w 1513 roku. W II Rzeczypospolitej do 1934 samodzielna gmina jednostkowa. Następnie należała do zbiorowej wiejskiej gminy Hujcze w powiecie rawskim w woj. lwowskim, której była siedzibą. Po wojnie wieś weszła w struktury administracyjne Związku Radzieckiego.